# Pink Razors
Pink Razors è il quarto album in studio della band pop punk Chixdiggit!, pubblicato nel 2005 dalla Fat Wreck Chords.

## Tracce
Tutte le canzoni sono scritte da KJ Jansen.
1. Welcome To The Daiso - 1:41
2. I Remember You - 2:33
3. Get Down - 0:31
4. You're Pretty Good - 1:48
5. Geocities Kitty - 1:57
6. J Crew - 2:10
7. Good Girls - 2:05
8. Earthquake - 0:56
9. Koo Stark - 2:22
10. C.G.I.T. - 2:44
11. Jimmy The Con - 2:05
12. Paints Her Toenails - 3:03
13. Nobody Understands Me - 1:51
14. (traccia muta) - 0:59
15. "Pink Razors" commento della band - 27:23

## Formazione
- KJ Jansen - chitarra, voce
- Mike McLeod - basso
- Mark O'Flaherty - chitarra, voce
- Jason Hirsch - batteria